# Shukria Barakzai
Shukria Barakzai (en pachto : شکريه بارکزۍ), née en 1972, est une femme politique, journaliste et féministe musulmane afghane. Elle est connue pour avoir fondé le journal Aina-e-Zan (« Le miroir des femmes ») et être députée au Parlement afghan.

## Biographie

### Jeunesse
Shukria Barakzai est née en 1972. En 1990, elle s'inscrit à l'Université de Kabul mais doit interrompre ses études de géophysique en raison de la montée de la violence dans la capitale,. Ses parents, ainsi que ses six frères et sœurs, quittent la capitale. Avec son mari, Abdul Ghaffar Dawi, un riche homme d'affaires, ils décident de rester.
Durant le régime Taliban, en 1991, pour avoir commis le crime d'évoluer dans les rues de la ville sans chaperon mâle pour se rendre chez le médecin, le comité de la promotion de la vertu et la prévention du vice la fait fouetter,,,. Cet événement humiliant renforce la détermination de la jeune femme à faire de la politique et s'investir dans les droits des femmes. Shukria Barakzai travaille dans le secret pour l'association Women's Society en tant qu'enseignante et fonde une école pour jeunes filles dans sa maison,,.

### Journalisme
En 2002, après le départ des talibans de la capitale, Shukria Barakzai fonde et devient la rédactrice en chef du journal hebdomadaire féminin Aina-E-Zan (Le miroir des femmes) basé à Kabul,,. La jeune entrepreneuse souhaite que son journal « améliore la compréhension et le savoir des femmes afghanes dans la société. »,. Le journal est publié dans les deux langues officielles de l'Afghanistan Pachto et Dari. Sa distribution est de 3 000 exemplaires par semaine dans douze provinces. Ses articles abordent les événements majeurs, l'éducation, la santé, les droits des hommes et la société. Le magazine World Press Review fondé en 1997, qui a pour mission de promouvoir l'échange de points de vue et d'informations dans le monde, la nomme rédactrice en chef internationale de l'année 2004,,. En décembre de l'année suivante, elle est nommée femme de l'année par le programme Woman's Hour de BBC Radio 4.

### Politique

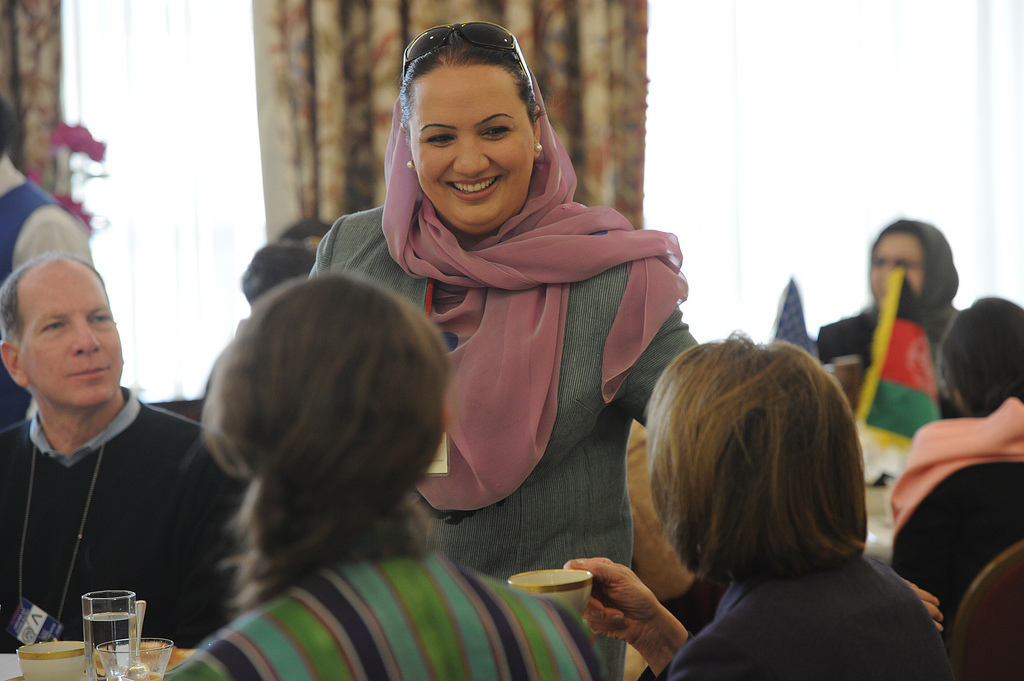
Shukria Barakzai est l'une des rares femmes politiques afghanes membre du Parlement. Photo prise en mars 2011.

Dans les années suivantes, Shukria Barakzai devient l'une des rares femmes afghanes engagées en politique. Nommée par le président Hamid Karzai, elle travaille pendant plus de neuf mois au sein de la commission qui analyse l'ébauche de la constitution afghane,. Cette dernière est adoptée en janvier 2004. L'article 22 stipule que chaque citoyen afghan, qu'il soit un homme ou une femme, possède les mêmes droits et responsabilités devant la loi.
Shukria Barakzai devient ensuite députée et présidente de la Commission parlementaire de la Défense en Afghanistan. En raison de ses prises de position pour les droits des femmes, la députée reçoit régulièrement des menaces de mort. Malgré ces pressions, en 2014, elle est candidate aux élections présidentielles.

« Je compte me présenter aux prochaines élections présidentielles. Je souhaite que les femmes ne soient plus considérées comme des citoyennes de seconde zone, mais qu'elles occupent des postes à hautes responsabilités. »

— Shukria Barakzai, déclaration de 2010.

## Vie personnelle
En 1992, Shukria Barakzai épouse Abdul Ghaffar Dawi,. Ensemble, ils ont trois filles,,. Sans prévenir sa femme, son mari, partisan de la polygamie, prend une seconde épouse en 2004,,.

## Documentaires
Avec d'autres personnalités afghanes, Shukria Barakzai participe aux documentaires Beyond Our Differences de 2008, réalisé par Peter Bisanz, et Rethink Afghanistan de 2009, réalisé par Robert Greenwald.